# Juegos Parasuramericanos de 2014
Los I Juegos Parasuramericanos se llevaron a cabo desde el 26 al 30 de marzo de 2014, en la ciudad de Santiago, Chile, una semana después de los Juegos Suramericanos de 2014.

## Deportes
Deportes de los Juegos Parasuramericanos de 2014:
- Atletismo
- Baloncesto en silla de ruedas
- Bochas
- Levantamiento de pesas
- Natación
- Tenis de mesa
- Tenis en silla de ruedas

## Calendario
| LS | Llegadas y salidas | CI | Ceremonia de inauguración | C | Clasificación | ● | Competencia | 1 | Premiación | CC | Ceremonia de clausura |

| Marzo                         | Marzo                         | 23 Dom | 24 Lun | 25 Mar | 26 Mié | 27 Jue | 28 Vie | 29 Sáb | 30 Dom | 31 Lun | Eventos |
| ----------------------------- | ----------------------------- | ------ | ------ | ------ | ------ | ------ | ------ | ------ | ------ | ------ | ------- |
| Llegadas y salidas            | Llegadas y salidas            | LS     | LS     |        |        |        |        |        |        | LS     |         |
| Ceremonias                    | Ceremonias                    |        |        |        | CI     |        |        |        | CC     |        |         |
| Atletismo                     | Atletismo                     |        | C      | C      | C      | 22     | 25     | 22     | 23     |        | 92      |
| Baloncesto en silla de ruedas | Baloncesto en silla de ruedas |        | C      | ●      | ●      | ●      | ●      | ●      | 2      |        | 2       |
| Bochas                        | Bochas                        |        | C      | C      | C      | ●      | 4      | 2      | 1      |        | 7       |
| Levantamiento de pesas        | Levantamiento de pesas        |        | C      | C      | 3      | 3      | 3      |        |        |        | 9       |
| Natación                      | Natación                      |        |        | C      | C      | C      | ●      | 1      | 1      |        | 54      |
| Tenis en silla de ruedas      | Tenis en silla de ruedas      |        |        | C      | C      | ●      | ●      | 3      | 3      |        | 6       |
| Tenis de mesa                 | Tenis de mesa                 |        | C      | C      | C      | ●      | ●      | 1      | 3      |        | 4       |
| Total de eventos              | Total de eventos              |        |        |        | 3      | 25     | 32     | 25     | 29     |        |         |
| Total acumulativo             | Total acumulativo             |        |        |        | 3      | 28     | 60     | 85     | 114    |        | 174     |
| Marzo                         | Marzo                         | 23 Dom | 24 Lun | 25 Mar | 26 Mié | 27 Jue | 28 Vie | 29 Sáb | 30 Dom | 31 Lun | Eventos |

## Escenarios
| Deporte                | Disciplina                    | Sede                                        |
| ---------------------- | ----------------------------- | ------------------------------------------- |
| Atletismo              | Atletismo                     | Coliseo Estadio Nacional                    |
| Baloncesto             | Baloncesto en silla de ruedas | Gimnasio Polideportivo Estadio Nacional     |
| Bochas                 | Bochas                        | Centro de Alto Rendimiento (CAR)            |
| Levantamiento de pesas | Levantamiento de pesas        | Cancha de Hockey Patín del Estadio Nacional |
| Tenis de mesa          | Tenis de mesa                 | Centro de Alto Rendimiento (CAR)            |
| Tenis                  | Tenis en silla de ruedas      | Court Central de Tenis (Estadio Nacional)   |
| Natación               | Natación                      | Centro Acuático Estadio Nacional            |

## Países participantes
| Lista de naciones participantes                            | Lista de naciones participantes                         | Lista de naciones participantes         |
| ---------------------------------------------------------- | ------------------------------------------------------- | --------------------------------------- |
| - Argentina (ARG) (102) - Brasil (BRA) - Chile (CHI) (103) | - Colombia (COL) (87) - Ecuador (ECU) (17) - Perú (PER) | - Uruguay (URU) - Venezuela (VEN) (118) |

## Medallero
Al final de los Juegos, Argentina encabezó el medallero con un total de 112 medallas. La natación fue el deporte que ganó más medallas para el país, el baloncesto también es digno de mención, ya que Argentina ganó la medalla de oro en los dos eventos.
Brasil ocupó el segundo lugar en el medallero con 104 medallas en total (2 medallas de oro menos Argentina). Brasil se destacó en el tenis, tanto de mesa como en silla de ruedas y en bochas.
Venezuela, con 34 medallas de oro, obtenidas principalmente en el atletismo, ocupó el tercer lugar. El local, Chile terminó en quinto lugar, detrás de Colombia.
País anfitrión resaltado y en negrilla.
| Núm.  | País            | Oro | Plata | Bronce | Total | Orden por Total |
| ----- | --------------- | --- | ----- | ------ | ----- | --------------- |
| 1     | Argentina (ARG) | 49  | 37    | 26     | 112   | 2               |
| 2     | Brasil (BRA)    | 47  | 35    | 22     | 104   | 3               |
| 3     | Venezuela (VEN) | 34  | 24    | 21     | 79    | 4               |
| 4     | Colombia (COL)  | 33  | 43    | 37     | 113   | 1               |
| 5     | Chile (CHI)     | 10  | 16    | 17     | 43    | 5               |
| 6     | Ecuador (ECU)   | 1   | 5     | 3      | 9     | 6               |
| 7     | Uruguay (URU)   | 0   | 2     | 0      | 2     | 8               |
| 8     | Perú (PER)      | 0   | 0     | 5      | 5     | 7               |
| TOTAL | TOTAL           | 174 | 162   | 121    | 457   |                 |